# Papirius Fabianus

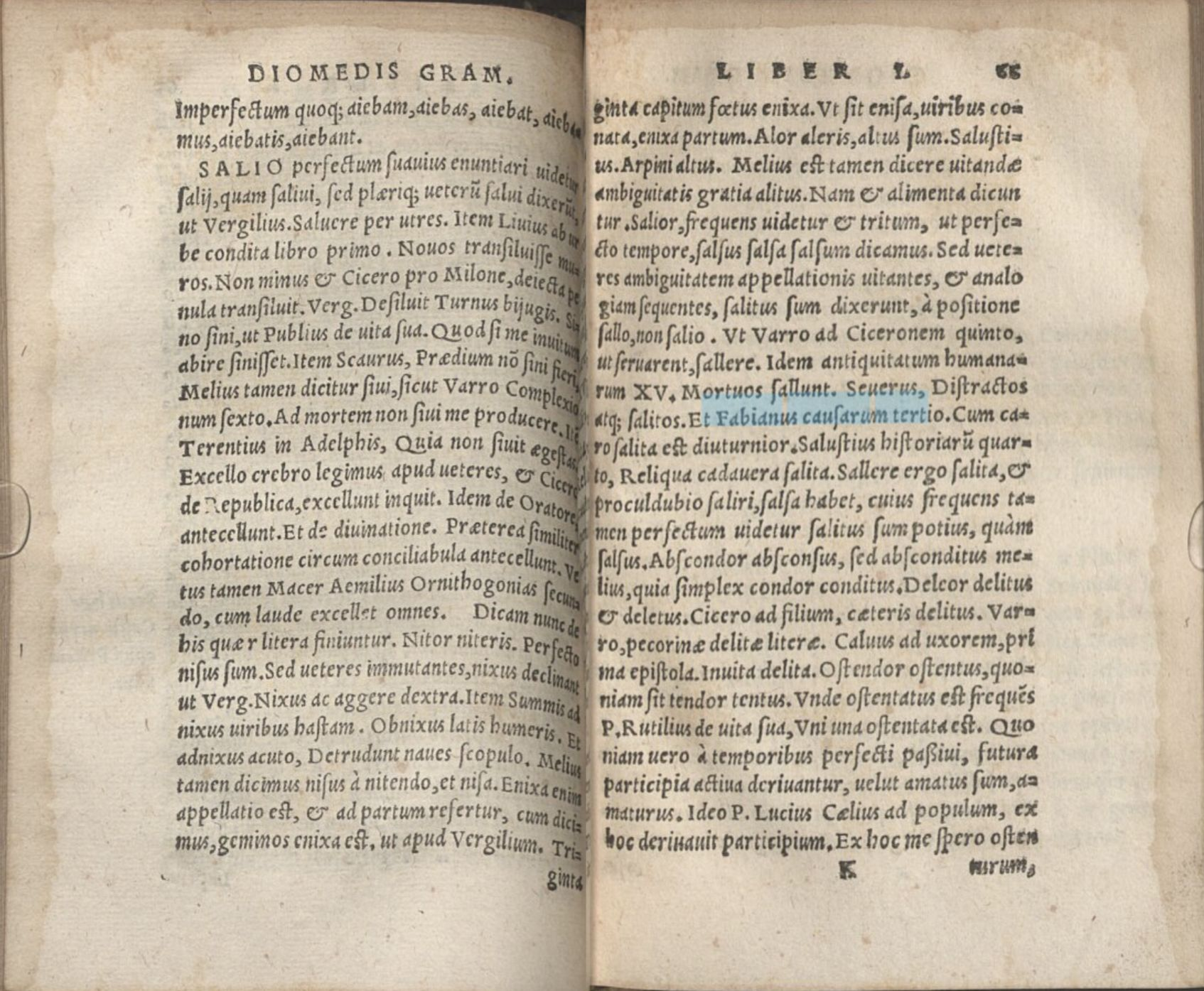
Papirius Fabianus in Diomedes’ Ars grammatica – Edition Johannes Caesarius 1542

Papirius Fabianus (* um 35 v. Chr.) war ein römischer Deklamator und Philosoph zur Zeit des Augustus und Tiberius. Seneca Minor stellte seine Bücher zur Philosophie (libri ad philosophiam) an die Seite Ciceros. Sein Werk ist verloren, Seneca Maior überlieferte Proben seines philosophischen Deklamierens.

## Leben und Charakter
Seine genauen Lebensdaten, insbesondere sein Todesjahr, sind nicht bekannt. „Er war um vieles jünger als Seneca Maior“ (* ca. 54 v. Chr.) „und als sein Redner-Kollege Albucius“ (* um 50 v. Chr.). Über sein Privatleben ist nichts bekannt, die spärlichen Informationen zum Werdegang und Charakter stehen im Zusammenhang mit seiner rhetorischen Tätigkeit.
Er begann beim Rhetor Fuscus, den er aber bald mied, da ihm dessen pompöser asianischer Stil nicht zusagte (siehe Fabianus-Abschnitt im Artikel Fuscus), und wechselte zum Rhetor Rubellius Blandus und zum stoischen Philosophen Sextius. Ohne das Deklamieren ganz aufzugeben, galt fürderhin sein Hauptinteresse der Philosophie.
Seneca Maior lobte seine Fähigkeiten und hob seinen guten Ruf hervor (beziffert zum Auffinden des Originals): „1 Schon als ganz junger Mann stand er im Deklamieren in so großem Ansehen wie später im (philosophischen) Disputieren ... 2 sein Charakter war besonnen und friedlich... seine an Sextus angelehnte stoische Grundhaltung 3 unterdrückte auch beim Reden wahre Gefühle ... 4 hielt Zorn und Schmerz weit von sich ... 5 er konnte diese Gefühle auch nicht vorspielen“.
Auch Seneca Minor lobte seinen Charakter: „ein herausragender Mann sowohl im Leben als auch in der Wissenschaft.“

## Rhetorik
Seneca Maior schrieb zu seinem Stil: Nach der Trennung von Fuscus mied er dessen „üppigen Stil“ (luxuriam), behielt aber eine gewisse „Dunkelheit“ (obscuritatem) bei, so dass er oft nicht alles sagte, was der Hörer zum Verständnis brauchte; „seine Rede war sehr einfach“ (simplicissima facultate dicendi) und „behielt Spuren der alten fuscischen Fehler bei“ (antiquorum tamen vitiorum remanent vestigia), wie das abrupte Abbrechen seiner Sätze; „er ermangelte der Härte und der kämpferischen Schärfe der anderen Redner“ (deerat illi oratorium robur et ille pugnatorius mucro); er sprach immer „entspannt“ (remissus), „seine Worte flossen wie von selbst heraus“ (verba velut iniussa fluerent); überhaupt machte dieses Fließen seine rhetorische Stärke und Qualität aus und Seneca fasst zusammen: „Niemals hielt er an aus Mangel eines Wortes, sondern im überaus schnellen und leichten Lauf umfloss die reiche Rede alle Themen“ (numquam inopia verbi substitit, sed velocissimo ac facillimo cursu omnes res beata circmfluebat oratio).
Seneca Minor bestätigte die Charakterisierung seines Vaters und hob ebenfalls seinen flüssigen Redestil, der sich dem Inhalt unterzuordnen hatte, hervor: „Er widmet sich der Größe (Bedeutung) der Gegenstände (Themen), die Beredtsamkeit (Redekunst) führt er (dabei) mit sich wie einen Schatten, ohne darauf zu achten.“ Er lobte sowohl seinen Stil: „Fabianus, (im Stil) wohlgesetzt und elegant in einer sogar für unseren verwöhnten Geschmack glänzenden Rede.“, als auch seine Themenwahl: „zuweilen brach großer Applaus hervor, aber diesen rief die Größe der Themen hervor, nicht der Klang … der Rede.“
Seine Stärken lagen wie bei seinem Lehrer Fuscus (siehe Fuscus' Redestil) in den Suasorien (Beratungsreden): „Er war geschickter bei den Susasorien; keiner beschrieb gedankenreicher das Aussehen der Orte, die Verläufe der Flüsse und die Lage der Städte und die Sitten der Völker.“

## Philosophie
Er wandte sich schon früh der Philosophie zu, sie wurde sein Hauptbetätigungsfeld. Seneca Minor sah sein literarisches Schaffen fast auf der gleichen Höhe wie das von Cicero, Pollio und Livius und hob hervor, dass er „nicht einer von den Kathederphilosophen (Schulphilosophen), sondern einer von den wahren und altehrwürdigen (Philosophen) sei“.
Plinius der Ältere bemerkte, er sei „sehr erfahren in Sachen der Natur“ und zitiert ihn des Öfteren.

### Stoa
Er gehörte zur Denkschule der Sextier, die der Stoa nahestanden und die Affektkontrolle favorisierten. Konsequenterweise „pflegte er zu sagen … gegen die Leidenschaften müsse gekämpft werden mit intensiver Kraft, nicht mit feiner (sophistischer) List … Ausflüchte müssten zermalmt, nicht (nur) geneckt werden“.

### Ablehnung des Reichtums
Aus seiner stoischen Grundhaltung resultierte auch seine Ablehnung des übermäßigen Gelderwerbs und des Reichtums überhaupt. In seinen Deklamationen ging er darauf ein und warnte vor deren Folgen: Begehre nicht das Geld …  das ist es, was die Zwietracht vermehrt, was die Städte und die Welt in den Krieg treibt, was das von Natur aus verbundene Menschengeschlecht zu Freveltaten und Verbrechen und wechselseitigem Hass antreibt.

### Rede gegen den Reichtum
Fabianus zeigte seine philosophische Grundhaltung auch beim fiktiv gesetzten Thema der folgenden Kontroverse (Streitgespräch), Contr. 2, 1, 10–13, die er zu einem philosophischen Exkurs gegen den Reichtum nutzte.
Das skurrile Thema lautet: „Ein Reicher verstieß seine drei Söhne. Er bittet einen Armen, dessen einzigen Sohn zu adoptieren. Der Arme will ihn (zur Adoption) freigeben, der Sohn will (aber) nicht (zum Reichen) gehen und deshalb verstößt er (der arme Vater) ihn (ebenfalls).“
In einer längeren Rede, in der die Erbschaftsfrage fast untergeht, thematisiert er den Reichtum. Er beginnt mit einer Szene aus dem Bürgerkrieg, einer Schlacht, die im Blutbad endet, und fragt, warum sich die Menschen das untereinander antäten, zumal dies im Tierreich innerhalb einer Spezies nicht anzutreffen sei. Die Ursache sei der Reichtum, insbesondere die Verschwendungssucht, der Drang nach Luxus und die Abkehr von den natürlichen Dingen (Quellentext beziffert, zum Auffinden des Originals in der Fußnote): „1 Aber es sind nämlich die großen und prächtigen Dinge (der Reichen) … sie (die Reichen) betrachten lieber als schuldhafte (Missetäter) ihre (mit Gold) getäfelten Zimmerdecken denn als unschuldige (Rechtschaffene) das Sonnenlicht.“ Außerdem werde der „2 verderbliche“ Reichtum angehäuft, 3 um ihn den Kindern zu überlassen.“ Der Erbschaftsstreit leuchtet kurz auf und das Auditorium kann schlussfolgern, dass das Erben von Reichtum besser auszuschlagen sei. Konsequent redet er weiter über die negativen Folgen des Reichtums, „4 was endlich gibt es, was der Reichtum nicht verdorben hat, in den Städten leben die meisten „5 in ungesunden Häusern, in Finsternis und Qualm (Smog)“, die Reichen errichten inmitten dieser Städte ihre Paläste und Parkanlagen, sogar „6 die Küsten bauen sie zu mit ihren Großbauten“. Wegen ihres Reichtums können sie nicht mehr anders, „7 sie imitieren die Natur, Flüsse oder Meere“, denn „8 sie können sich an wirklichen (natürlichen) Dingen nicht (mehr) erfreuen.“ Schließlich wendet er sich an die Armut, die das alles nicht braucht: „9 O Armut, welch unbekanntes Gut bist du!“ und beschließt seine Tirade mit einer Rückbesinnung auf die Erbschaftsfrage: „10 In ihrer Verachtung der Natur …  finden sie (die Reichen) nicht einmal mehr Gefallen an Kindern, es sei denn, es sind fremde (Kinder).“ Sein Beitrag endet abrupt, das Auditorium kann seine Schlüsse ziehen und erkennen, dass die Ablehnung des Reichen durch den fremden Sohn plausibel erscheint.
Fabianus gelingt es, ein privat-juristisches Thema – und als solches behandeln es seine Mitstreiter – zu einer moralisch-philosophischen Fragestellung zu erweitern. Er spricht nicht für oder gegen die beteiligten Personen (Reicher, Armer, Sohn), er spricht gegen den Reichtum selbst und das Publikum kann und muss indirekt seine Schlüsse ziehen.
Seneca Maior fasst zusammen: „Fabianus, der Philosoph, hat diese Argumentationsstrategie (color) benutzt … er (Fabianus) sprach gegen den Reichtum, nicht gegen den Reichen.“

“illas (divitias) esse

quae frugalitatem, quae pietatem expugnassent,

quae malos patres, 0000malos filios facerent.”

„jener (Reichtum) ist es,

der die Genügsamkeit, der das (familiäre) Pflichtgefühl zerstört hat,

der schlechte Väter,000000schlechte Söhne hervorgebracht hat.“

Seneca Maior zeigt wie in einem Schlussakkord Fabianus' kunstvoll angelegte These. Der deklamierende Philosoph will ohne Übertreibung, aber doch eindringlich und emotional, den Zuhörer umwerben und überzeugen.
Anaphora (fett), Homoioteleuta (kursiv) und Alliterationen (Unterstrich) betonen in den parallel konstruierten Sätzen (quae … expugnassent / quae … malos filios) die negativen Folgen des Reichtums, nämlich die Zerstörung der traditionellen römischen Werte (frugalitatem … pietatem) und den Zerfall der Familien (malos patres … malos filios).
Es bleibt offen, wie viel Seneca im zitierten Fabianus steckt und wie authentisch die überlieferte Textbeispiele sind.

## Schriften
Sie sind sämtlich verloren, nur kurze Fragmente und Titel lassen sich bei antiken Autoren aufspüren, siehe Quellen.
Nach diesen schrieb er
- mindestens drei Bücher über die Ursachen der Naturerscheinungen = libri causarum naturalium (Diomedes), denn Diomedes spricht „von einem dritten Buch über die Ursachen“ = et Fabinaus causarum tertio. Siehe oben Bild.
- ein Buch über Tiere = de animalibus (Charisius).
- Bücher über die Staatsgeschäfte = libri civilium; Seneca Minor, Epistulae, 100,1.